# Кастильо Рейес, Гильермо
Сесар Гильермо Кастильо Рейес (исп. César Guillermo Castillo Reyes; род. 17 марта 1966, Уэуэтенанго) — гватемальский юрист и политик, занимавший пост 17-го вице-президента Гватемалы с 2020 по 2024 год.
Кастильо был заместителем министра труда с января 2004 по май 2005 года. Он также был членом совета директоров Ассоциации адвокатов и нотариусов Гватемалы. В 2013 году был назначен исполнительным директором Торговой палаты Гватемалы, покинув свой пост в 2018 году.

## Биография
Родился 17 марта 1966 года в Уэуэтенанго, на западе Гватемалы. Он сын Энрике Кастильо, родом из муниципалитета Куилько, и Рейны Рейес из Санта, обоих муниципалитетов рождественского департамента Уэуэтенанго. Он получил начальное образование в школе Сальвадора Осорио, среднее — в колледже Ла Саль и получил диплом преподавателя в Смешанном педагогическом институте имени Алехандро Кордовы.
Позже он переехал в г. Гватемала, чтобы продолжить учёбу на юриста и нотариуса, окончив в 1998 году Гватемальский университет Сан-Карлоса, а затем получив степень магистра в области прав человека в Университете Рафаэля Ландивара.

## Политическая карьера
Кастильо начал свою карьеру в 1986 году в Министерстве сельского хозяйства, в Главном управлении сельскохозяйственных служб (DIGESTA). До 1993 года работал в Координационном комитете сельскохозяйственных, коммерческих, промышленных и финансовых ассоциаций (CACIF) и выступал в качестве члена Комиссии по труду и налоговой комиссии этого органа в различных его представительствах. Впоследствии он был следователем Государственной прокуратуры, которая всё ещё входила в состав Генеральной прокуратуры страны с марта 1993 по май 1994 года. В Генеральной прокуратуре страны он был помощником специального секретариата с июня 1994 по март 1998 года, когда он работал под руководством Ачискло Вальядареса Молины на посту генерального прокурора страны.
В марте 1998 года присоединился к Учебному институту INTECAP в качестве генерального секретаря и заведующего отделом международного технического сотрудничества до января 2004 года, когда он подал в отставку, чтобы присоединиться к кабинету Оскара Бергера после назначения первым вице-министром труда и социального обеспечения, и занимал эту должность до мая 2005 года, когда его призвали занять должность генерального директора Учебного института INTECAP до апреля 2009 года, в течение этих лет он встречался и работал с Алехандро Джамматтеи, который в то время был директором пенитенциарной системы, и как руководители своих соответствующих учреждений они должны были работать вместе, что позже стало президентской формулой.

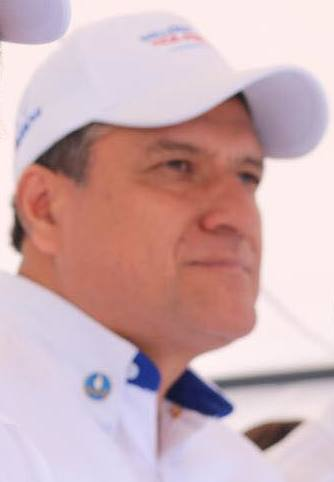
Кастильо во время предвыборной кампании в 2019 году

В 2009 году был избран Конгрессом Гватемалы мировым судьёй Апелляционного суда по спорным вопросам в судебной ветви власти и занимал этот пост до марта 2014 года. Он участвовал в профсоюзных выборах в совет директоров Ассоциации адвокатов и нотариусов Гватемалы в 2009 году в качестве казначея в рамках фонда заработной платы и исполнял свои обязанности в период с 2009 по 2011 год.
В марте 2014 года был назначен исполнительным директором Торговой палаты Гватемалы, из-за чего подал в отставку со своего поста в судебной системе. Он покинул свой пост в 2018 году, чтобы принять участие в формировании политической партии Vamos.
В Национальной ассамблее Вамоса он был избран кандидатом на пост вице-президента и напарником Алехандро Джамматтеи в 2019 году.

## Вице-президент

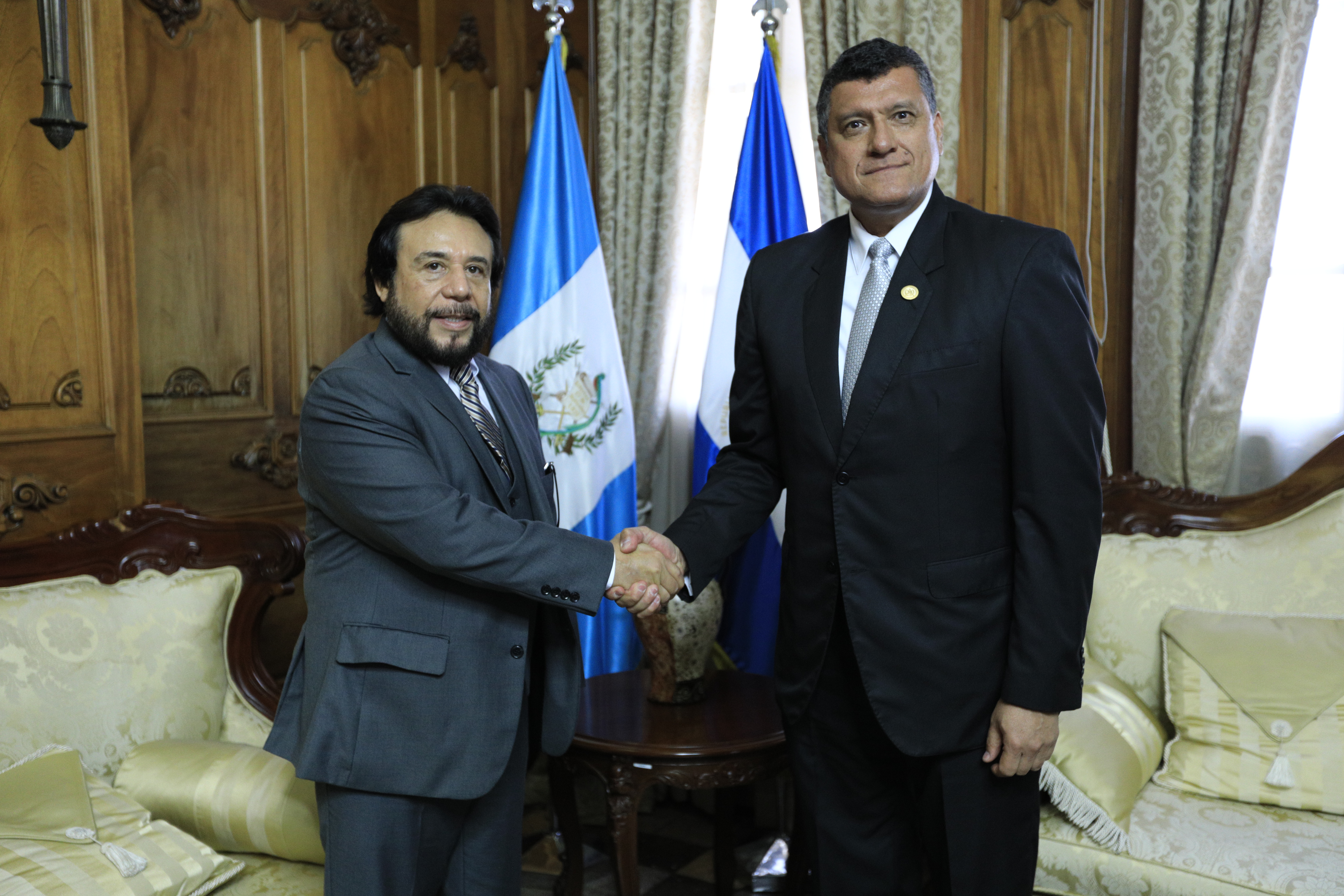
Кастильо с Феликсом Ульоа, вице-президентом Сальвадора, на встрече в январе 2020 года

11 августа 2019 года был избран вице-президентом Гватемалы во втором туре президентских выборов вместе с Алехандро Джамматтеи в качестве президента. «Я буду вице-президентом; я не тот человек, который будет стоять за дверью и наблюдать за тем, как президент принимает решения, у меня тоже есть свой характер», — сказал он после выборов.
Кастильо принёс присягу конституции перед президентом конгресса и вступил в должность 14 января 2020 года. До того, как стать вице-президентом, он не был так хорошо известен в политической сфере. Тем не менее, было известно, что он вступал в диалог с другими кандидатами во время выборов 2019 года, включая Эдмона Муле, кандидата в президенты от Гуманистической партии, и Карлоса Рауля Моралеса, кандидата в вице-президенты от UNE, и это было воспринято как возможная гарантия диалога со стороны нового правительства.
В первые дни правления Алехандро Джамматтеи он объявил о создании Правительственного центра, чтобы «лучше организовать правительство и соответствовать президентским приоритетам». Это заставило многих политиков, депутатов и журналистов прокомментировать, что это был институт с теми же функциями, что и вице-президентство, поскольку функции заключались в организации правительственного кабинета, которым руководил Кастильо, и они заверили, что это была форма исключения внутри правительства.